# It’s Okay to Not Be Okay
It’s Okay to Not Be Okay (사이코지만 괜찮아 Saikojiman Gwaenchana) ist eine südkoreanische Fernsehserie mit Kim Soo-hyun und Seo Yea-ji. Sie besteht aus 16 Episoden und wurde vom 20. Juni bis zum 9. August 2020 auf tvN ausgestrahlt.

## Handlung
Die Serie erzählt die Geschichte von Moon Gang-tae, einem Gemeindegesundheitspersonal in einer psychiatrischen Abteilung, der keine Zeit für Liebe hat, und Ko Moon-young, einer erfolgreichen Kinderbuchautorin, die nie wusste, wie sich Liebe anfühlt. Nachdem sie sich treffen, beginnen die beiden langsam, die emotionalen Wunden des anderen zu heilen. Im Verlauf der Geschichte wird auch die Wahrheit hinter der Verflechtung ihrer Vergangenheit enthüllt.

## Besetzung
- Kim Soo-hyun als Moon Gang-tae
  - Moon Woo-jin als junger Moon Gang-tae
- Seo Yea-ji als Ko Moon-young
  - Kim Soo-in als junge Ko Moon-young
- Oh Jung-se als Moon Sang-tae
  - Lee Kyu-sung als junger Moon Sang-tae
- Park Kyu-young als Nam Ju-ri
  - Park Seo-kyung als junge Nam Ju-ri

## Einschaltquoten
| Folge | Teil | Ausstrahlungsdatum | Einschaltquote | Einschaltquote |
| Folge | Teil | Ausstrahlungsdatum | AGB Nielsen    | AGB Nielsen    |
| Folge | Teil | Ausstrahlungsdatum | landesweit     | Seoul          |
| ----- | ---- | ------------------ | -------------- | -------------- |
| 1     |      | 20. Juni 2020      | 6,093 %        | 7,036 %        |
| 2     |      | 21. Juni 2020      | 4,722 %        | 5,474 %        |
| 3     |      | 27. Juni 2020      | 5,940 %        | 6,529 %        |
| 4     |      | 28. Juni 2020      | 4,942 %        | 6,000 %        |
| 5     | 1    | 4. Juli 2020       | 4,661 %        | 5,285 %        |
| 5     | 2    | 4. Juli 2020       | 5,248 %        | 5,782 %        |
| 6     | 1    | 5. Juli 2020       | 5,056 %        | 5,114 %        |
| 6     | 2    | 5. Juli 2020       | 5,647 %        | 5,748 %        |
| 7     | 1    | 11. Juli 2020      | 5,054 %        | 5,434 %        |
| 7     | 2    | 11. Juli 2020      | 5,555 %        | 5,753 %        |
| 8     | 1    | 12. Juli 2020      | 4,744 %        | 5,160 %        |
| 8     | 2    | 12. Juli 2020      | 5,634 %        | 6,407 %        |
| 9     | 1    | 18. Juli 2020      | 4,995 %        | 5,416 %        |
| 9     | 2    | 18. Juli 2020      | 5,814 %        | 6,501 %        |
| 10    | 1    | 19. Juli 2020      | 4,212 %        | 4,669 %        |
| 10    | 2    | 19. Juli 2020      | 5,481 %        | 5,995 %        |
| 11    | 1    | 25. Juli 2020      | 4,552 %        | 4,681 %        |
| 11    | 2    | 25. Juli 2020      | 5,681 %        | 5,661 %        |
| 12    | 1    | 26. Juli 2020      | 5,145 %        | 5,597 %        |
| 12    | 2    | 26. Juli 2020      | 5,264 %        | 6,108 %        |
| 13    | 1    | 1. August 2020     | 4,794 %        | 5,155 %        |
| 13    | 2    | 1. August 2020     | 5,696 %        | 6,151 %        |
| 14    | 1    | 2. August 2020     | 5,403 %        | 6,042 %        |
| 14    | 2    | 2. August 2020     | 5,947 %        | 6,654 %        |
| 15    | 1    | 8. August 2020     | 5,567 %        | 6,198 %        |
| 15    | 2    | 8. August 2020     | 6,492 %        | 7,365 %        |
| 16    | 1    | 9. August 2020     | 6,224 %        | 7,296 %        |
| 16    | 2    | 9. August 2020     | 7,348 %        | 8,535 %        |